# Aubepierre-Ozouer-le-Repos
 Aubepierre-Ozouer-le-Repos  es una población y comuna francesa, en la región de Isla de Francia, departamento de Sena y Marne, en el distrito de Melun y cantón de Mormant.

## Demografía
| 568 | 666 | 587 | 677 | 768 | 867 |
| Para los censos de 1962 a 1999 la población legal corresponde a la población sin duplicidades (Fuente: INSEE [Consultar]) |     |     |     |     |     |